# Arroyo de La Gavia
El arroyo de La Gavia es un afluente del río Manzanares, al que tributa por su izquierda, a la altura de la Villa de Vallecas, en la ciudad de Madrid (España). Da nombre al parque de La Gavia, de Toyō Itō, y a la depuradora de La Gavia.

## Características
Conserva un resto mínimo de vegetación de ribera entre la avenida del Mayorazgo y la M-31, a pocos metros de la calle más oriental del paralizado Polígono La Atalayuela.
Desde la depuradora de La Gavia el arroyo permanece soterrado hasta una decena de metros antes de su desembocadura en el Manzanares.
En la candidatura olímpica de Madrid 2016 estaba prevista la construcción del Parque de Aguas Bravas de La Gavia, lo que hubiera revitalizado definitivamente el arroyo.
Desde los años 20 del siglo XX se han realizado prospecciones arqueológicas en el valle del arroyo de La Gavia y en el cerro del mismo nombre que han dado como resultado hallazgos de diferente material de industria lítica, fechados en el Paleolítico Medio.